# William Lloyd Garrison
William Lloyd Garrison (Newburyport, Massachusetts, 12 de diciembre de 1805 - Nueva York; 24 de mayo de 1879) fue un prominente abolicionista, periodista y reformador social estadounidense. Es más conocido por ser el editor del periódico abolicionista radical The Liberator, y como uno de los fundadores de la Sociedad Antiesclavista Estadounidense.

## Primeros años
Garrison nació en Newburyport, Massachusetts, hijo de inmigrantes oriundos de la provincia canadiense de Nuevo Brunswick.
Bajo el Seaman’s Protection act, Abijah Garrison, un piloto y contramaestre de la marina mercante, había obtenido la documentación estadounidense, mudándose con su familia a Newburyport, en 1805. Con el impacto del Acto de Embargo Congregacional de 1807 en materia de navíos comerciales, el padre de Garrison quedó desempleado y dejó a su esposa e hijos en 1808. La madre de Garrison, Frances Maria Lloyd, fallecida en 1823, ha sido descrita por su alto porte y elegancia, y por sus fuertes convicciones religiosas. A su petición, Garrison fue reconocido por su segundo apellido, Lloyd.
El joven Lloyd Garrison vendía melaza casera y repartía madera para sustentar a la familia. En 1818, con trece años, Garrison comenzó a trabajar como cajista para el Newburyport Herald. Pronto empezaría redactando artículos, a menudo bajo el seudónimo de Arístides, tomando el nombre de un diplomático y general ateniense conocido como "El Justo". Tras culminar con su aprendizaje, él y un editor principiante llamado Isaac Knapp compraron su propio periódico, Free Press, que no tardó en cancelar sus ediciones. Uno de sus contribuyentes regulares era el poeta y abolicionista John Greenleaf Whittier. En este prematuro trabajo como escritor de un diario local de un pueblo de singular tamaño, Garrison adquiría las dotes que emplearía más adelante como autor, conferenciante y periodista a nivel nacional.
Hacia 1828, fue nombrado editor del National Philanthropist en Boston, Massachusetts, el primer periódico estadounidense en promover un movimiento de abstención legal en cuestiones de esclavitud.

## Trayectoria como reformador
A la edad de 25 años, Garrison se adhirió al movimiento abolicionista. Por un breve lapso se asoció con la Sociedad Estadounidense de Colonización, un organismo que consideraba que los negros libertos debían emigrar hacia un territorio sobre la costa oeste de África. Aunque algunos miembros de la sociedad incentivaron el derecho a la libertad de muchos esclavos, la mayoría veía el traslado como un medio para reducir el número de negros libres en los Estados Unidos, favoreciendo por lo tanto a la institución de la esclavitud. Próximo a 1830, Garrison había rechazado los programas de la organización de la que formaba parte, optando por abrirse y buscar la justicia de otra forma.

### Idea de Emancipación universal
Garrison pronto se vio involucrado en la lucha contra el sistema, escribiendo con tales expectativas, para luego ser coeditor junto a Benjamin Lundy de Genius of Universal Emancipation, un periódico que se publicaba en Baltimore, Maryland. Su experiencia como impresor y editor, lo llevó a modernizar el formato del papel y separarse de Lundy para pasar más tiempo viajando como un conferenciante antiesclavista.
Garrison, inicialmente, compartió la visión gradual de Lundy, pero mientras trabajaba para el Genius, se convenció de la necesidad de reclamar una completa e inmediata emancipación. Lundy y Garrison continuarían uniendo esfuerzos sobre el periódico a pesar de sus discrepancias, y acordando simplemente en firmar sus ediciones para indicar quién las había escrito.
Una de las características regulares que Garrison introdujo durante su participación en el Genius fue "La lista negra", una columna destinada a la impresión de cortos reportajes sobre "las barbaridades de la esclavitud — secuestros, azotes, homicidios." Una de las filas de la "Lista negra" de Garrison, reportaba que un despachante de su ciudad natal, Newburyport– un tal Francis Todd – se hallaba involucrado en el tráfico de esclavos, y que recientemente los había desplazado desde Baltimore hasta Nueva Orleans, en su barco Francis.
Todd presentó una demanda en contra de Garrison y Lundy, haciéndolo en Maryland con el fin de asegurar el apoyo de las cortes promotoras del "sistema". El Estado de Maryland también registró cargos criminales sobre Garrison, encontrándolo culpable y ordenándole pagar 50 dólares más gastos judiciales – acusaciones contra Lundy fueron canceladas bajo el pretexto de que el coautor del periódico se encontraba de viaje cuando la polémica publicación de su compañero.
Garrison no pudo pagar la multa y fue sentenciado a seis meses de cárcel, pero absuelto siete semanas más tarde cuando un filántropo abolicionista, Arthur Tappan, pagó la fianza.
Con esto, William abandonaría Baltimore luego de separar bienes con Ludy.

### The Liberator

Primer ejemplar del periódico garrisoniano de The Liberator

En 1831, Garrison regresaba a Nueva Inglaterra para fundar un periódico semanal antiesclavista por su propia cuenta, The Liberator. Como resultado de sus artículos, se iniciaría una guerra de treinta años que terminaría con la supresión de la segregación racial justificada.
En su primera línea, Garrison sostenía:

Estoy al corriente de que muchos presentan objeciones por la severidad de mi lenguaje; pero ¿no existe un motivo para tal severidad? Seré tan duro como la verdad, y tan descomprometido como la justicia. En este aspecto, no deseo pensar, o hablar, o escribir con moderación. ¡No! ¡No! Pedidle a un hombre cuya casa está en llamas que presente una alarma moderada; pedidle que rescate moderadamente a su esposa de las manos del violador; pedidle a la madre que separe gradualmente a su bebé del fuego en el que ha caído; – pero no me presioneis para emplear la moderación en una causa como la presente. Soy serio – No me equivocaré – No me disculparé – No retrocederé ni un solo paso – Y SERÉ ESCUCHADO. La apatía de la gente es suficiente para hacer que cada estatua salte de su pedestal, y para apresurar la resurrección de su muerte.
William Lloyd Garrison "To the Public", del editorial inaugural en The Liberator el 1 de enero de 1831

La circulación inicial del Liberator fue relativamente limitada —había menos de 400 suscripciones durante su segundo año. Sin embargo, la publicación obtuvo más suscriptores e influencia durante las siguientes tres décadas, hasta que el final de la Guerra Civil y la abolición definitiva, a nivel nacional, de la esclavitud, proclamada por la Décimo tercera Enmienda a la Constitución de los Estados Unidos surtiera efecto. Garrison publicaría el último artículo (número 1.820) el 29 de diciembre de 1865, exponiendo en su "Valedictory" column,

Comenzando mi trayectoria como editor con tan solo veinte años de edad, la he seguido continuamente hasta mis sesenta y un años, en conexión con La Prensa Libre, en Newburyport, en la primavera de 1826; luego, con El Filántrofo Nacional, en Boston, en 1827; más tarde, con El Periódico de los Tiempos, en Bennington, Vt., entre 1828–9; después, con El Genio de Emancipación Universal, en Baltimore, durante 1829–30; y, finalmente, con el Liberator, en Boston, desde el 1º de enero de 1831, hasta el 1º de enero de 1866; —en su comienzo, probablemente el miembro más joven de la fraternidad editorial en el lugar, hoy, quizás, el más viejo, no en años, sino en continuo servicio —al menos el Sr. Bryant, del New York Evening Post, es la excepción. ... El motivo por el cual el Liberator fue creado—la exterminación de la tenencia de esclavos, siendo gloriosamente consumada, me parece a mí especialmente apropiado dejar que su existencia cubra el período histórico de la gran lucha; dejando lo que que aún resta por hacer, esto es, completar la tarea de emancipación con otras instrumentalidades, (de las cuales espero aprovechar yo mismo), bajo nuevos auspicios, con medios más abundantes, y con millones en vez de cientos de aliados.
William Lloyd Garrison "Valedictory: The Last Number of The Liberator", 29 de diciembre de 1865.

### Organizaciones y controversias
En 1832, Garrison fundó la Sociedad Antiesclavista de Nueva Inglaterra, y un año después, lo haría con la Sociedad Antiesclavista Estadounidense. Cerca de 1833, Garrison visitó el Reino Unido y asistió al movimiento abolicionista de ese país. El sostenía que la "Sociedad" no debía adherirse a ningún partido político, y que las mujeres no podían ser privadas de la participación en actividades sociales.
Influenciado por la ideología de Susan Anthony, Elizabeth Cady Stanton, Lucretia Mott, Lucy Stone y otras feministas que se unieron a la causa, Garrison persistiría en su objetivo.
Estas posiciones eran vistas como controvertidos por la mayoría de los miembros de la "Sociedad", ocasionando una serie de disputas. Por 1839, dos hermanos, Arthur y Lewis Tappan, se distanciaron y formaron una organización rival, la Sociedad Antiesclavista Estadounidense y Extranjera, que no admitía a ninguna mujer. Un segmento del club también se separó y se alió con el recién fundado Partido de la Libertad, una agrupación política que anunció a James G. Birney como su candidato presidencial.
Hacia fines de 1840, Garrison proclamó la formación de la nueva y tercera organización, los Amigos de la Reforma Universal, con patrocinadores y miembros fundacionales, incluyendo a los prominentes reformadores Maria Chapman, Abby Kelley Foster, Oliver Johnson, y Bronson Alcott (padre de Louisa May Alcott).
Mientras tanto, el 4 de septiembre de 1834, Garrison contraía matrimonio con Helen Eliza Benson (1811-1876), la hija de un comerciante abolicionista jubilado. La pareja tuvo cinco varones y dos niñas, muriendo uno de cada sexo a muy temprana edad.
En 1853, Garrison aludió al reverendo John Rankin de Ohio como el primer impulso que recibió para el inicio de su labor , llamándolo su "padre abolicionista" y diciendo que su "...libro sobre la esclavitud fue la causa de mi ingreso en el conflicto."
El periodista grabó su nombre como uno de los oponentes más radicales de la esclavitud en América.
Su acercamiento a la emancipación enfatizaba la "no violencia" y la resistencia pasiva, con lo que se hizo de una gran cantidad de adeptos. Mientras algunos otros abolicionistas de la época apoyaban la emancipación gradual, Garrison apelaba a la "emancipación completa e inmediata de todos los esclavos".
Garrison y The Liberator recibieron la colaboración de la Sociedad Antiesclavista Femenina de Boston, que concertaba encuentros, patrocinaba conferencias, y ayudaba a fortalecer el trabajo en red del seminario feminista por todo el noreste.
Cuando un individuo que había asistido a algunos de los discursos de Garrison objetó que la esclavitud estaba avalada por la Constitución de Estados Unidos, aquel respondió que si eso fuera cierto, entonces tal documento debía ser quemado. Garrison mantuvo una historia muy cercana con Frederick Douglass, pero sus diferencias sobre temas constitucionales provocaron su eventual distanciamiento. Lloyd sostenía que era un "convenio con la muerte y un acuerdo con el infierno". Douglass, por su parte, había compartido en un principio muchas de las visiones radicales de su colega, pero más tarde se convenció, por las discusiones de Lysander Spooner y Gerrit Smith, que la Constitución abogaba por la emancipación, al tiempo que Garrison había incinerado copias de ella públicamente, llamándola el documento protoesclavista. Los dos hombres irían cada uno por su lado y no se reconciliarían hasta finales de la década de 1870.
Las constantes charlas de Garrison en contra del maltrato y la apropiación de esclavos, lo pusieron en peligro en reiteradas ocasiones. Además de su encarcelamiento en Baltimore, el gobierno del Estado de Georgia había ofrecido un resguardo de 5.000 dólares por su arresto, y era receptor de abundantes amenazas de muerte.
Uno de los hechos más controvertidos en la preguerra bostoniana resultó de una plática de la Sociedad Antiesclavista. Al término de 1835, este órgano social había invitado a George Thompson, un feroz abolicionista británico, a unírsele. Cuando Thompson no pudo asistir, Garrison acordó tomar su lugar. Una multitud de delincuentes había mostrado los dientes en busca del ausente. El alcalde y la policía persuadieron a los miembros antiesclavistas femeninos de Boston a abandonar el lugar. La trifulca, no obstante, siguió a Garrison por las calles de la ciudad, siendo rescatado justo a tiempo y encerrado en la prisión de Leverett Street antes de dejar la metrópoli por varias semanas.

### Ideología y circunstancias
La Guerra Civil supuso un cambio trascendental en la historia de los Estados Unidos. Garrison, que era fiel a la idea de la nación como la voluntad de sus partes constituyentes, esto es, de sus ciudadanos, no pudo menos que influenciar al pueblo en la causa liberal por la que había luchado desde sus comienzos como editor.
Su mayor cometido siempre había sido el de garantizar la libertad e igualdad de derechos entre blancos y negros, contribuir a la paz y a la colaboración social de un pueblo que vivía su primer siglo como país independiente y al cual le faltaban muchas cosas por poner en práctica, una de las cuales era brindarle credibilidad a la carta constitucional que Garrison había invitado a destruir por motivos que, a su parecer, no comprendían a todos los seres humanos por igual.
Habiendo adoptado el modelo de Benjamin Franklin y haciendo amena su inclinación hacia el liberalismo, William participó en numerosos discursos políticos y sociales, reuniéndose con hombres de gran calibre como el ya mencionado abolicionista afroamericano Frederick Douglass y el propio presidente Lincoln, con quien compartió una visita a la ciudad de Charleston en 1865, y de la que nos llegan algunas de sus palabras:

Por más de un año he sido fugitivo en el Sur a raíz de vuestros propósitos, y un gran precio fue puesto por mi cabeza, simplemente porque procuré recordaros los vínculos que os unen en el deber. Enfrenté fielmente a la oposición más feroz, y bajo las circunstancias más depresivas, para hacer de vuestra causa la mía, y de mi mujer e hijos los vuestros, sujetos a la misma atrocidad y degradación; yo mismo sobre el edificio de la subasta siendo vendido al mejor postor.

### Tras la abolición
Una vez abolida la esclavitud en los Estados Unidos, Garrison continuó trabajando en otros movimientos de reforma, especialmente sobre el derecho al sufragio de la mujer.
Concluyó con la edición de The Liberator a fines de 1865, y en mayo de ese año, anunció que rescindiría de su cargo como presidente de la Sociedad Antiesclavista Estadounidense, proponiendo una resolución para declarar la victoria en la batalla contra la esclavitud y disolver la "Sociedad".
Tal demanda dio lugar a oportunos debates por parte de la crítica -- liderada por su viejo aliado Wendell Phillips -- que opinaba que la misión de SAE no concluiría hasta que los negros sureños obtuvieran igualdad civil y política.
Si bien Garrison estuvo parcialmente de acuerdo con Phillips, también sostenía que la tarea fundamental de la SAE había terminado, y que nuevas organizaciones y liderazgos debían llevar a cabo tales propósitos de equidad social.
Con sus aliados separados, fue incapaz de conseguir el apoyo que requería para aprobar su resolución, y el movimiento fue derrotado por 118 a 48 escaños.
Garrison persistió en su posición, negando una oferta para continuar como presidente, y dejando a Wendell Phillips como su sucesor. Más tarde diría: "Mi vocación, como un abolicionista, gracias a Dios, ha terminado."
En su regreso a Boston, le comentó a su esposa resignadamente, "Así es. Considero a la gran cosa como ridícula." Se apartó de forma definitiva de la SAE, que continuó operando por cinco años más, hasta la ratificación de la Décimo quinta Enmienda a la Constitución de Estados Unidos. De acuerdo a Henry Mayer, Garrison fue herido por el rechazo, y se mantuvo aquejado durante años; "cada vez que llegaba el momento, siempre se las arreglaba para decirle a alguien que él no iría al próximo encuentro de la SAE [594].
Tras su renuncia como presidente y al terminar con The Liberator, Garrison continuó participando en debates públicos para promover reformas sociales, destinando especial atención a la causa feminista y de derechos civiles para los negros.
Durante la década de 1870, realizó incursiones , contribuyó con columnas para la Reconstrucción y los derechos humanos en El Independiente; y en el Boston Journal, aceptó un puesto como editor asociado y contribuyente con el Woman's Journal.
Participó asimismo de la Asociación Estadounidense del Sufragio de la Mujer, con sus antiguas aliadas Abby Kelly y Lucy Stone. Mientras aportaba con la AESM en 1873, finalmente limó sus asperezas con Frederick Douglass y Wendell Phillips, reuniéndose con ellos en la plataforma de la institución, organizada por Kelly y Stone en el centésimo aniversario del Boston Tea Party. Cuando Charles Sumner murió en 1874, algunos Republicanos propusieron a Garrison como un posible candidato al senado, propuesta que él mismo declinaría
Garrison pasó más tiempo en compañía de su familia, escribiendo cartas semanales a sus hijos y preocupándose por su cada vez más enferma mujer, que había sufrido una pequeña embolia el 30 de diciembre de 1863 y se hallaba enclaustrada en su casa, muriendo el 25 de enero de 1876 a consecuencia de una pneumonía.
Un funeral se celebró en casa de los Garrison, pero William, apañado por una dolorosa pena y confinado a su dormitorio con fiebre y bronquitis, no pudo formar parte del evento.
Wendell Phillips dio una charla y muchos de los excompañeros abolicionistas de Garrison lo acompañaron en el sentimiento y le dieron su pésame.
William pudo recuperarse sustancialmente de su pérdida, y comenzó asistiendo a círculos espiritualistas con la vana esperanza de comunicarse con su difunta esposa.
En 1877 iría por última vez a Inglaterra, donde visitó a George Thompson y a otros amigos del movimiento abolicionista británico (Mayer 622).
Garrison, que padecía de una infección en los riñones, siguió debilitándose a lo largo de abril de 1879, y se trasladó con la familia de su hija Fanny a Nueva York. A finales de mayo su condición iba para peor, y sus cinco hijos le debieron asistir en todo momento. Fanny le preguntó si le gustaría cantar algunos himnos, y a pesar de que Garrison no se encontraba capacitado, su familia compuso muchos de los temas que eran de su devoción. En la mañana del sábado, Garrison perdió la conciencia, y falleció poco antes de la medianoche del 24 de mayo de 1879.
Fue sepultado en el Forest Hills Cemetery en Jamaica Plain, Massachusetts, cuatro días después, tras una ceremonia pública en su memoria, con elogios de Theodore Dwight Weld y Wendell Phillips.
Ocho amigos abolicionistas, tanto blancos como negros, se ofrecieron como portadores del féretro. Las banderas fueron elevadas a media asta en todo Boston.
Frederick Douglass, entonces empleado como Marshal de EE. UU., emitió una oración memorial en una iglesia de Washington D. C., hablando de Garrison como "la gloria que hizo que se mantuviera solo con la verdad, y tranquilamente el resultado esperar"

## El legado familiar

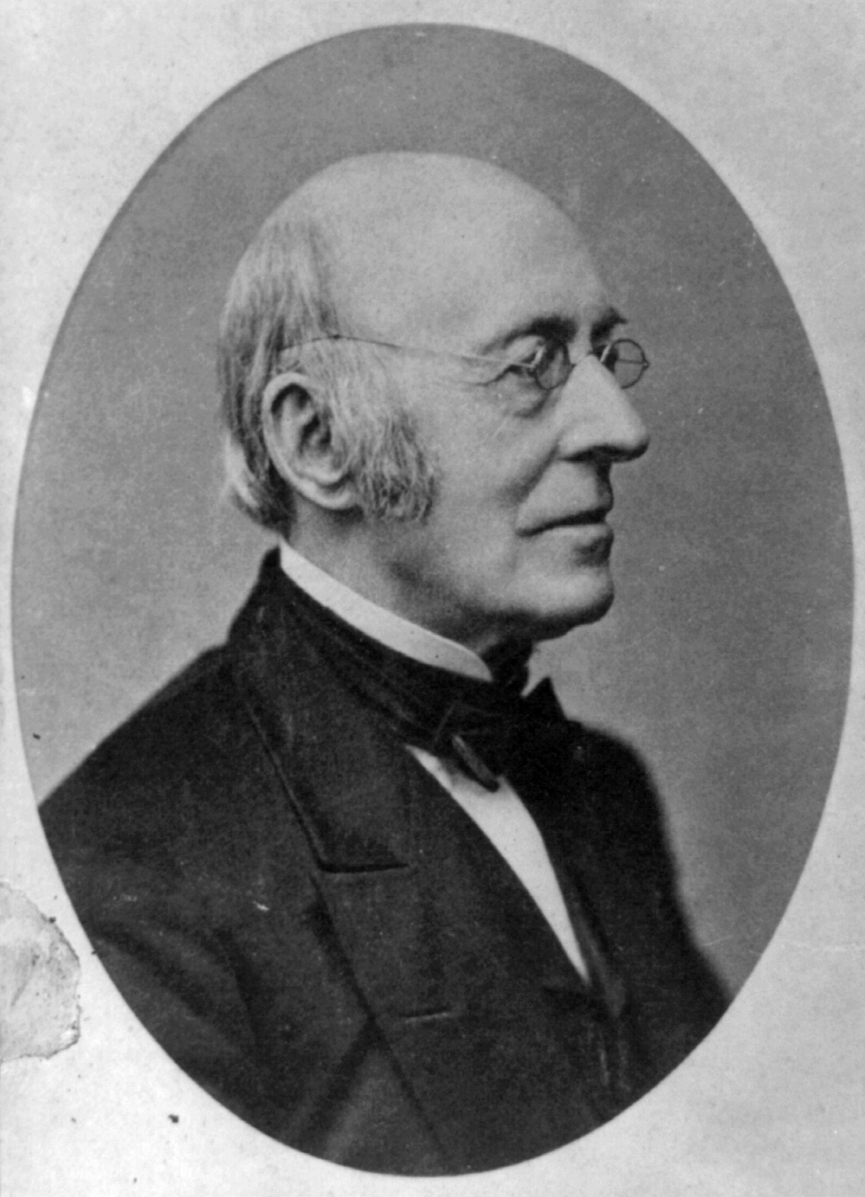
Fotografía de Garrison.

El hijo de Garrison, también llamado William Lloyd Garrison (1838-1909), fue un eminente defensor de los aranceles fijos, el libre comercio, el sufragio femenino, y de la revocación del Acta de Exclusión China. Un segundo hijo, Wendell Phillips Garrison (1840-1907), fue un editor literario del New York Nation desde 1865 a 1906. Otros dos hijos (George Thompson Garrison y Francis Jackson Garrison, su biógrafo) y una hija (Helen Frances Garrison) también le sobrevivieron. El conocido diplomático y escritor estadounidense Henry Serrano Villard era su biznieto .
Conmemorando el cumpleaños número 200 de Garrison, en diciembre de 2005, sus descendientes se juntaron en Boston para la primera reunión familiar en casi un siglo. En ella, discutieron el legado y el impacto de su más notable antecesor.

## Trabajos en línea
- Dirigido a la Sociedad de colonización, una conferencia emitida el 4 de julio de 1829 en la Park Street Church de Boston. Esta fue la mayor demostración pública de Garrison en contra de la esclavitud.
- Para el público, La columna introductiva de Garrison para The Liberator (1 de enero de 1831).
- Obviedades, de The Liberator (8 de enero de 1831).
- La Insurrección, La reacción de Garrison frente a la noticia de la rebelión de Nat Turner, en The Liberator (3 de septiembre de 1831).
- Sobre la Constitución y la Unión, de The Liberator (29 de diciembre de 1832).
- Declaración de Sentimientos, adoptado por la Convención de la Paz de Boston (18 de septiembre de 1838), reimpreso en The Liberator (28 de septiembre de 1838).
- Abolición en la urna, de The Liberator (28 de junio de 1839).
- La Unión Americana, de The Liberator (10 de enero de 1845).
- La Tragedia del Harper's Ferry, primer comentario público de Garrison sobre el atraco de John Brown en Harpers Ferry, de The Liberator (28 de octubre de 1859).
- John Brown y el principio de la No resistencia, un discurso dado en una reunión en el Templo Tremont, Boston, el 2 de diciembre de 1859, el día en el que John Brown fue ahorcado. Reimpreso en The Liberator (16 de diciembre de 1859).
- La Guerra—Su causa y su cura, de The Liberator (3 de mayo de 1861).
- Valedictory: El último número de El Liberador, columna final para The Liberator (29 de diciembre de 1865).
- No hay Unión con los propietarios de esclavos